# 市川京子
市川 京子（いちかわ きょうこ、1980年11月4日 - ）は、日本のAV女優。和歌山県出身。

## 略歴・人物
2021年4月、マドンナ専属女優としてAVデビュー。当時はプライムエージェンシーに所属していた。
2021年8月よりマドンナの「MONROE」レーベル専属となる。
2022年2月17日、プライムエージェンシーからACT所属になったことを発表をTwitterで発表した。
2023年2月、カプセルエージェンシーへ移籍したが、2024年7月よりフリーとなった。
2024年8月24日、菊川ケイトから旧名の市川京子へ改名した事をX(旧Twitter)で発表した。

## 作品

### アダルトDVD
- グラマラス×エレガンス 目のやり場に困る Icup人妻―。 市川京子40歳 AV Debut!!（4月7日、マドンナ）
- 再婚する母へ… 嫉妬した僕の止まらない中出し近親相姦 Icup爆乳美魔女、MONROE専属移籍!!（8月7日、マドンナ）
- 「息子が寝た後に私の愛する妻はメスになる…。」 MONROEが描く中年《変態》夫婦ドラマ!!（9月14日、マドンナ）
- 婚期を逃した独身のムッチムチ女上司と俺は…。 〜一度きりの過ちだったはずが相性抜群のSEXに溺れて〜（10月12日、マドンナ）
- 中出し輪姦に堕ちた華麗なる社長夫人―。（11月9日、マドンナ）

- 姑の卑猥過ぎる巨乳を狙う娘婿（2月15日、グローリークエスト）
- 「イヤぁ…もう許して…あッ、中は、中はダメぇぇぇぇ！！」望まない中出し性交で、皮肉にも絶頂してしまった人妻 12時間BEST（8月19日、マドンナ）
- 初アナル解禁SEX（11月8日、セレブの友）

- 満開鼻フック（1月12日、レイディックス）
- 唾液と精子とボールギャグ（2月9日、レイディックス）
- 完全勃起する主観チクビオナニー! ビンビンの勃起乳首で貴方に迫るオナ娘15人!!（2月25日、セレブの友）
- アナル調教専門医院と近親爆乳責め（4月11日、シネマジック(ニンフ)）

- 母子交尾～三国法師温泉路～（10月1日、ルビー）
- 最強ビッチ大集合！数珠つなぎ乱交SEXパーティーvol.72「お姉さんよりエッチな友達紹介してもらえますか」（11月28日、木曜だヨ！全員集合っ！！）

- 一日女将に就任しました 菊川ケイト（6月3日、ルビー）